# Anaplecta guianae
Anaplecta guianae är en kackerlacksart som beskrevs av Bruijning 1959. Anaplecta guianae ingår i släktet Anaplecta och familjen småkackerlackor. Inga underarter finns listade i Catalogue of Life.